# دوللي أنور
دوللي أنور (بالبنغالية: ডলি আনোয়ার)‏ هي ممثلة باكستانية وبنغلاديش، ولدت في 1 يوليو 1948 في بنغلاديش، وتوفيت بنفس المكان في 3 يوليو 1991.

## وصلات خارجية
- دوللي أنور على موقع IMDb (الإنجليزية)
- دوللي أنور على موقع قاعدة بيانات الفيلم (الإنجليزية)